# 早川巌
早川　巌（はやかわ　いわお、1943年7月24日 - ）は、日本の実業家。静岡県の倉庫、物流、運輸関連業鈴与株式会社元代表取締役社長。サッカークラブチーム運営株式会社エスパルス元社長。

## 略歴・人物
- 生年月日:1943年7月24日、静岡県出身
- 学歴:1967年、神奈川大学経済学部卒業

### 職歴
- 1967年 神奈川大学経済学部卒業
- 1967年4月　鈴与(株)入社
- 1992年 鈴与株式会社　取締役
- 1998年1月　(株)エスパルス取締役
- 2003年2月　(株)エスパルス代表取締役社長　（Jリーグ実行委員 2004年3月 - 2011年1月）
- 2006年　鈴与株式会社　鈴与(株)副社長
- 2010年12月　(株)エスパルス代表取締役会長
- 2012年4月　(株)エスパルス特別顧問　（Jリーグ参与　2012年4月 - ）
- 2013年　鈴与ホールディングス代表取締役社長
- 2014年　(株)エスパルス特別顧問退任
- 2015年　鈴与(株)相談役（副会長）就任

### 団体公職
- 静岡県社会人体育文化協会　副会長
- (公財)静岡観光コンベンション協会　理事
- (公財)オイスカ静岡県中部支局　副会長
- (社)静岡県経営者協会　理事副会長

## エピソード
- 1998年以来16年余りに渡り、株式会社エスパルスの経営に携わり、特に2003年からは8年弱、社長として社内とチームの改革に取り組み、エスパルス黎明期〜初期を創った[1]。